# KBS LIFE
KBS LIFE（韓語：KBS 라이프）是韩国放送公社的子公司KBS N旗下的一个以播放文化节目和电视剧为主的付费电视频道。

## 历史
频道前身为1996年7月1日开播的KBS卫星第2频道，2002年2月27日，改称KBS KOREA（与现在的国际频道KBS Korea无关）。2006年11月1日，改称KBS prime。2015年3月8日，为纪念KBS N成立14周年，频道改称KBS N LIFE，2021年4月1日改为现在的名称。

## 播放节目

### 自地面电视
- 《搞笑演唱会》
- 《歌谣舞台》
- 《大国民脱口秀-你好》
- 《KBS音乐银行》

### 文化节目
- 《VJ特攻队》
- 《爱在亚洲》

### 体育节目
- 《韩国女子篮球联赛》
- 《韩国足协杯》
- 《亚足联冠军联赛》

### 电视剧
- 《不灭的李舜臣》
- 《对不起，我爱你》
- 《葡萄园里的那男子》
- 《拜托小姐》
- 《公主的男人》
- 《郑道传》
- 《惩毖录》